# East Rutherford, New Jersey
East Rutherford je američki grad smješten u okrugu Bergen u sjeveroistočnom dijelu savezne države New Jersey. Grad je prema popisu stanovništva iz 2000. godine imao 8.716 stanovnika.
East Rutherford je postao poznat po svom sportskom kompleksu Meadowlands u kojem se nalaze sportska dvorana Izod Center i stadion Giants Stadium. U Continental Airlines Areni svoje domaće utakmice igraju košarkaši NBA momčadi New Jersey Nets i hokejaši NHL momčadi New Jersey Devils dok je Giants Stadium dom momčadima New York Giants i New York Jets iz lige američkog nogometa NFL kao i nogometašima momčadi Red Bull New York iz lige MLS. Time je East Rutherford jedini grad koji s manje od 10.000 stanovnika ima pet profesionalnih sportskih momčadi.

## Povijest
Dokumentom zakonodavstva savezne države New Jersey 17. travnja 1889. dio starog Union Townshipa je inkorporiran pod imenom Boiling Springs Township. 
Boiling Springs Township je prestao postojati 23. svibnja 1893., a na njegovom je mjestu osnovan East Rutherford. Do danas nije bilo nikakvih promjena što se tiče njegovih granica, a mijenjali su se samo ime i oblik lokalne uprave.